# Altán U Obrazu
Dřevěný vycházkový altán U Obrazu, známý též jako chata U Obrazu, byl postaven v roce 1894. Stojí na bývalém poutním místě u jednoho z rozcestí lesních cest v lázeňských lesích jihozápadně od města Karlovy Vary.

## Historie

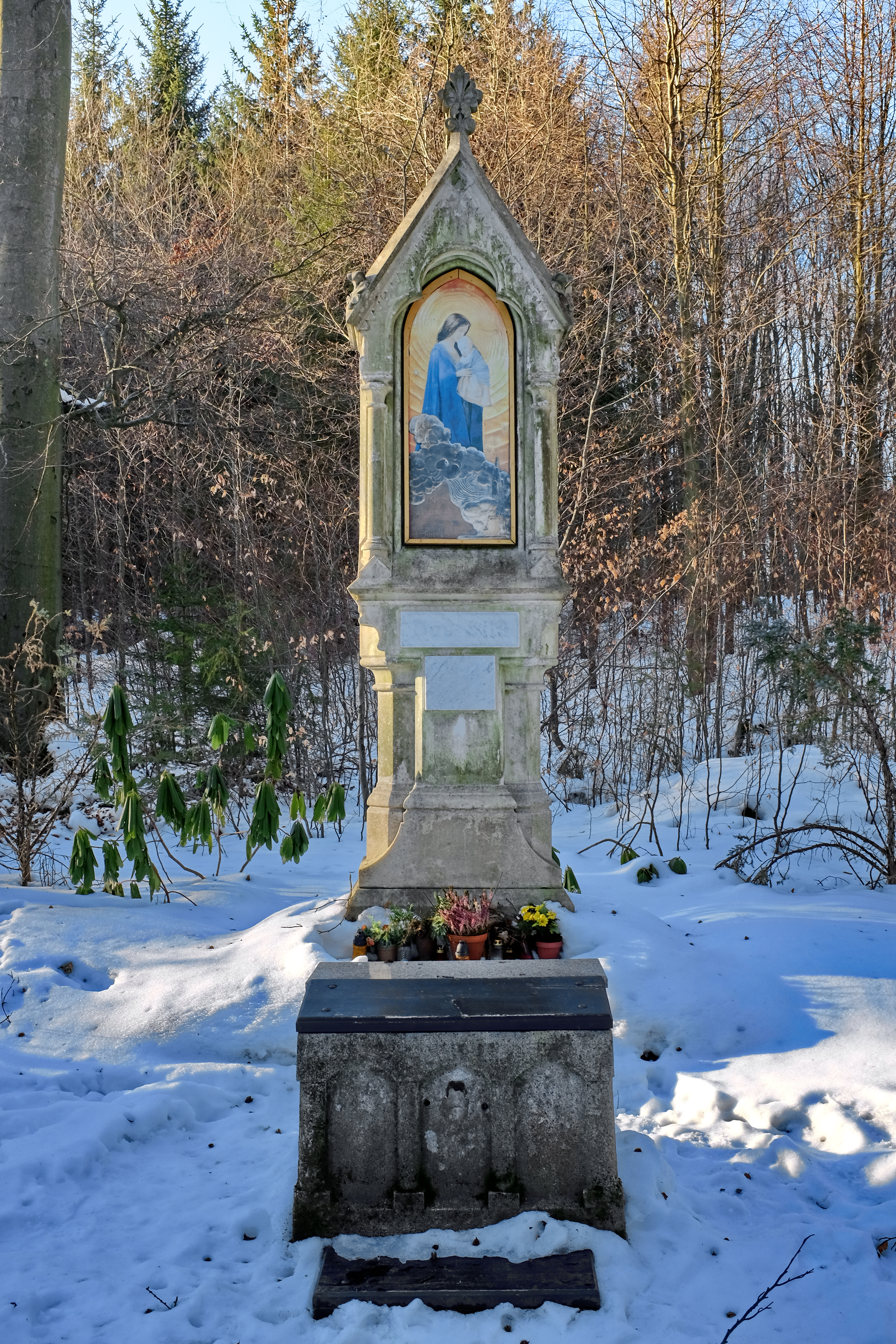
Obraz, únor 2017

### Obraz

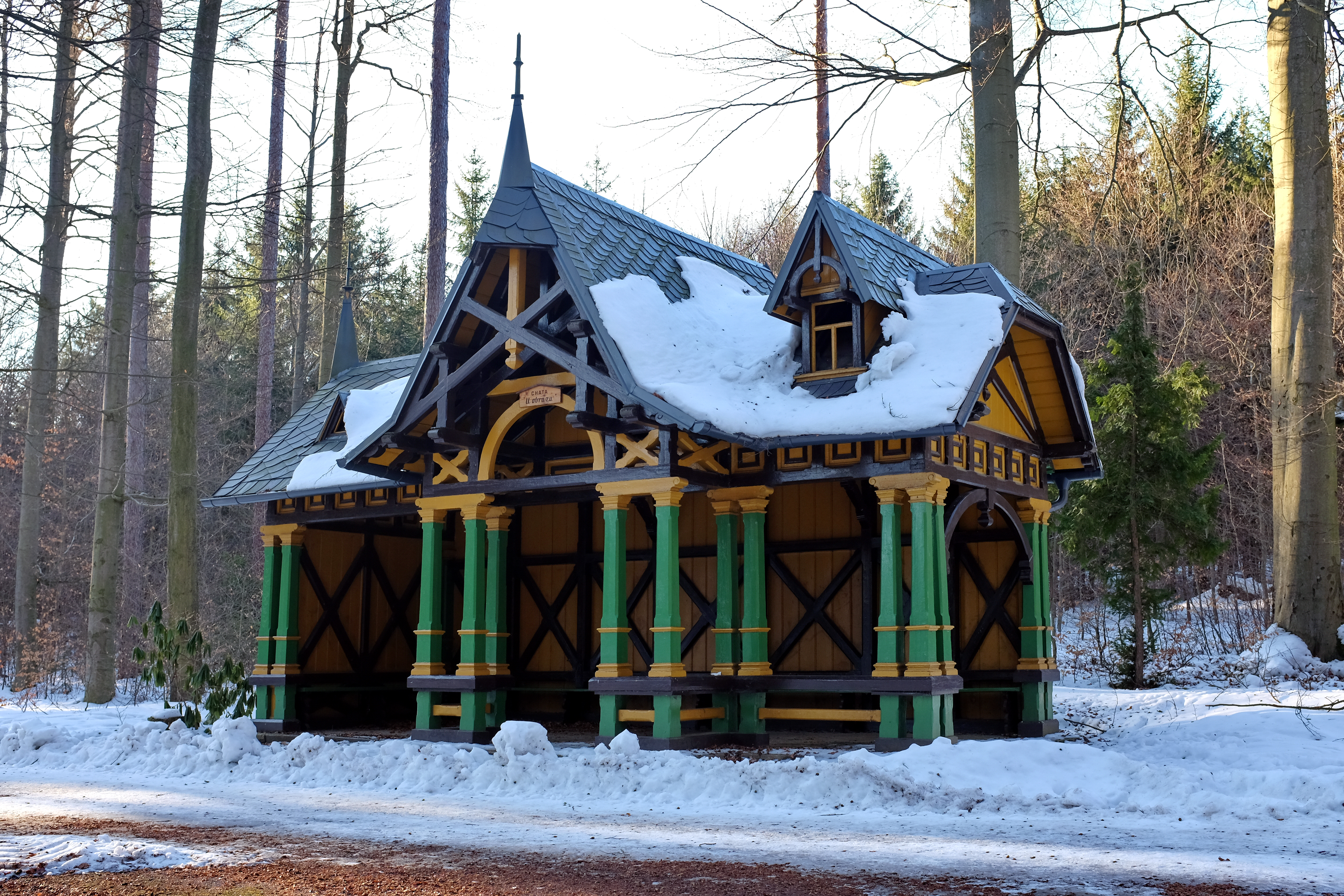
Altán v únoru 2017

Na místě blízko dnešního altánu u křižovatky lesních cest stával zajímavě utvářený strom (tzv. troják), který pravděpodobně připomínal Boží Trojici. V roce 1716 městský lesník Benjamin Muckl zavěsil na tento strom obraz Panny Marie. K obrazu pak chodívali lázeňští hosté a vzniklo zde jakési poutní místo. Během dalších generací lesníků bylo okolí obrazu i nadále upravováno, rozšířeno o lavice a klekátko a stále využíváno. V 19. století byl strom již natolik starý, že přes veškerou snahu o jeho zachování byl v roce 1895 silnou vichřicí tak poškozen, že musel být poražen. Zůstaly však alespoň pařez a obraz Panny Marie. Obraz, i když též poškozen, byl provizorně zavěšen pod stříšku, která kryla torzo památného stromu.
V tomto období chodíval k „Obrazu“ lázeňský host, průmyslník řeckého původu, později vídeňský tajný rada Nicolaus Dumba. Na místě původního stromu nechal v roce 1900 postavit pseudogotickou výklenkovou kapličku v podobě oltáře z bílého mramoru s klekátkem. Do výklenku byl vložen nový obraz Panny Marie s Vřídlem od vídeňského secesního malíře a sochaře Franze Matsche. Slavnostní vysvěcení kapličky nazvané Das Bild (Obraz) proběhlo dne 24. července 1900.
V únoru roku 1990 další vichřice shodila na památný oltář silný buk. Naštěstí se brzy podařilo najít všechny úlomky mramoru a ještě téhož roku byl oltář znovu postaven.

### Altán
Altán dala postavit v roce 1894 karlovarská městská rada. Pro jeho výstavbu bylo vybráno místo u svatého obrazu Panny Marie s Vřídlem.
Bouřlivé předjaří roku 1990 přestál altán téměř bez úhony. Padající stromy jej minuly, pouze ze střechy popadalo několik uvolněných břidlicových desek.
V roce 1995 akciová společnost Moser věnovala na opravu chaty 50 000 Kč. Roku 2000 se podařilo zrestaurovat i původní obraz Franze Matsche. Do niky oltáře díky dalším donátorům byla zavěšena jeho věrná kopie. Originál obrazu je uložen v karlovarském muzeu.
V roce 2009 byl altán rekonstruován, byla opravena střecha a celý přístřešek byl znovu natřen. Vylepšení se dočkala i kaplička a opodál stojící kamenná lavice.

## Popis
Název Obraz zde míní novogotickou výklenkovou kapličku v podobě oltáře z bílého mramoru. Ve výklenku je kopie původního obrazu Panny Marie s Vřídlem od malíře Franze Matsche.
Altán leží v centru karlovarských lázeňských lesů na křižovatce tří lesních cest. Setkávají se u něj cesta Přátelství procházející od rozhledny Diana k areálu sv. Linharta, dále pěšina Karla Čapka, která stoupá z údolí řekly Teplé od Čapkovy chaty, a konečně bezejmenná pěšina vedoucí vzhůru z Březové od chaty U Myslivny.
Altán je poměrně velký a bohatě zdobený. Konstrukce je dřevěná s břidlicovou střechou oplechovanou okapy, střecha je sedlová s jehlancovou věžičkou. Otevřené sloupové průčelí je orientováno k cestě Přátelství. Naproti altánu se nachází monumentální kamenná klekací lavice od karlovarského sochaře Huga Uhera.
Více než 300 let stará památka stále přitahuje návštěvníky a mnozí z nich zde zanechávají květiny nebo svíčku. Místo je celoročně volně přístupné.